# UC-68号潜艇
陛下之UC-68号艇是德意志帝国海军于第一次世界大战期间建造的其中一艘UC-II型近岸布雷潜艇或称U艇。它由汉堡的布洛姆与福斯船厂承建，于1916年8月12日新船下水，至同年12月17日交付使用。其全长50.35米，水面及水下排水量分别为427吨和508吨，艇载武器则包括三具鱼雷发射管、六具水雷滑射槽以及一门88毫米口径甲板炮。UC-68号入役后曾被部署至驻比利时的佛兰德区舰队，并参与了大西洋潜艇战。通过其两次巡逻，共直接或间接击沉2艘协约国舰船，累计总吨位为3,447吨。1917年3月13日，UC-68号在最后一次报告活动后便在英吉利海峡失踪，艇内27名官兵全数定义为阵亡。

## 设计
1915年秋天，由于中立国美国的干预，U艇战几乎陷入停顿，导致德国广泛开展《国际法》所允许的水雷战，从而使布雷潜艇的需求量相应增加。德意志帝国海军潜艇监察局（Inspektion des U-Bootwesens）的开发部门留意到了这一点，遂以UB-II型为基础，按照兼顾布雷效率和生产速度的要求，以41号工程的名义设计了UC-II型潜艇。为了弥补前型UC-I型的缺陷，UC-II型艇不仅更大，而且采用双轴推进系统。然而，与前型最主要的区别在于，UC-II型艇重新运用了双壳体结构。但它并非纯粹的双体潜艇，而是一种中间过渡型；因为外层没有封闭耐压壳体，而是作为鞍形水柜附在上方。
UC-68号是64艘UC-II型方案的其中一艘。这个亚型的艇体结构与UB-II型类似，但体积更大，全长为50.35米，并有3.64米的吃水深度；由于不再考虑铁路运输的装载限界，舷宽也得以增至5.22米。其水上和水下排水量分别为427吨和508吨。艇只采用两台猛狮六缸四冲程600匹公制馬力（440千瓦特）柴油机用于水面运行，以及两台620匹公制馬力（460千瓦特）的西门子-舒克特电动发电机用于水下航行；水面最高航速12節（22每小時），水下7.4節（13.7每小時）；能够在水面以7節（13每小時）航速续航10,420海里（19,300），或以4節（7.4每小時）连续在水下航行52海里（96）而无需充电。其潜没需时约为30秒，能够在50米的深度下运作。
作为布雷潜艇，UC-68号改将六具布雷滑射槽安装在艇体前部，每具储存井内的水雷数量增至3枚，即合共18枚UC200型水雷。布雷时只需将存储井底部的盖板打开，水雷便可凭借自身重量滑入水中。随着滑射槽长度增加，艇体艏楼的上层建筑被抬高，上层建筑与司令塔之间的凹陷处布置了一门88毫米30倍径速射炮作为甲板炮。但由于位置相对较低，火炮甲板在恶劣海况下很容易被涌浪淹没。此外，UC-68号还装备有三具500毫米鱼雷发射管，这极大提升了潜艇的攻击能力。其中艇艏两具外置在两侧、艇艉一具则为内置式，并可搭载合共7枚G6型鱼雷。其标准船员编制为3名军官及23名水兵。

## 历史
1916年1月12日，在海军元帅阿尔弗雷德·冯·提尔皮茨的倡议下，国家海军办公室分别向五家德国造船厂发包第三批次的UC-II型潜艇。UC-68号因此成为汉堡布洛姆与福斯船厂承建的该批次四号艇，建造编号为284。它于1916年8月12日新船下水，至同年12月17日在曾担任UB-17号艇长的海军中尉汉斯·德格陶的指挥下交付使用，随即展开海试。完成海试后，该艇于1917年2月16日被编入驻泽布吕赫的佛兰德区舰队，成为海军佛兰德集团军的一份子。
在不足一个月的佛兰德役期中，UC-68号参与了大西洋潜艇战，但仅完成过一次巡逻。在这次1917年3月10日从泽布吕赫出发的巡逻中，该艇前往英吉利海峡，在德文郡沿岸的普利茅斯、达特茅斯和斯塔特角周边布雷。与此同时，它曾击沉协约国的1艘商船和1艘军舰，累计总吨位为3,447吨。其中，容积总吨为2,897吨的英国煤船坦迪尔号（Tandil）于3月12日在波特兰岛西北偏北约20海里（37）处遭德格陶发射鱼雷击沉，造成4人罹难；而排水量为550吨、隶属英国皇家海军的驱逐舰福伊尔河号则是3月15日在前往普利茅斯途中撞上了UC-68号布设的水雷而沉没；导致28名官兵阵亡。此外，注册吨位高达12,036吨、由英国皇家海军征用作运兵船的奥尔绍瓦号也于3月13日在埃迪斯通群礁东南偏南约3海里（5.6）处触雷，造成8人遇难，成为一战期间遭U艇袭击的最大型舰船之一。但它并未沉没，而是在康瓦尔郡搁浅后仍可自行浮起，并在德文波特完成修复。
1917年3月13日，UC-68号在最后一次报告方位后便在英吉利海峡内失踪，艇内27名官兵全数定义为阵亡。此前曾有记载称该艇是在斯塔特角附近的50°17′N 03°32′W / 50.283°N 3.533°W处因自身水雷发生爆炸而沉没，但已被证明是谬误。

## 袭击历史摘要
| 日期          | 船名       | 船籍         | 吨位   | 结局 |
| ------------- | ---------- | ------------ | ------ | ---- |
| 1917年3月12日 | 坦迪尔号   | 英国         | 2,897  | 击沉 |
| 1917年3月12日 | 女桢号     | 英國皇家海軍 | 803    | 击伤 |
| 1917年3月14日 | 奥尔绍瓦号 | 英國皇家海軍 | 12,036 | 击伤 |
| 1917年3月15日 | 福伊尔河号 | 英國皇家海軍 | 550    | 击沉 |

## 脚注
1. 1 2 3  Helgason, Guðmundur. . German and Austrian U-boats of World War I - Kaiserliche Marine - Uboat.net.   [2009-02-23].
2. ↑  Tarrant，第173頁.
3. 1 2 3  Gröner 1991，第31-32頁.
4. 1 2  Helgason, Guðmundur. . German and Austrian U-boats of World War I - Kaiserliche Marine - Uboat.net.   [2015-03-03].
5. ↑  陈进，第48頁.
6. ↑  . Navypedia.   [2022-09-16]. （原始内容存档于2023-01-20）.
7. ↑  陈进，第46頁.
8. ↑  Herzog，第139頁.
9. 1 2  Helgason, Guðmundur. . German and Austrian U-boats of World War I - Kaiserliche Marine - Uboat.net.   [2015-03-03].
10. ↑  Helgason, Guðmundur. . German and Austrian U-boats of World War I - Kaiserliche Marine - Uboat.net.   [2023-01-02].
11. ↑  Helgason, Guðmundur. . German and Austrian U-boats of World War I - Kaiserliche Marine - Uboat.net.   [2023-01-02].
12. ↑  Helgason, Guðmundur. . German and Austrian U-boats of World War I - Kaiserliche Marine - Uboat.net.   [2009-04-14].
13. ↑  Helgason, Guðmundur. . German and Austrian U-boats of World War I - Kaiserliche Marine - Uboat.net.   [2023-01-02].